# Jeremy Vuolo
Jeremy Joseph Vuolo (Filadelfia; 5 de septiembre de 1987) es un exjugador estadounidense de fútbol de la Major League Soccer y de la North American Soccer League, y actualmente es un pastor y estrella de programas de telerrealidad. Después de casarse con Jinger Duggar (una de los 19 hijos de la familia Duggar que protagonizó 19 Kids and Counting), actualmente aparece en la serie spin-off Counting On.

## Primeros años y educación
Vuolo nació en Filadelfia, Pensilvania, hijo de Charles y Diana Vuolo. Vuolo se graduó en el Hartwick College en 2010 con un título en Administración de Empresas. Es una cuarta parte de ascendencia italiana, por parte de su abuelo paterno. 

## Carrera y jubilación
Vuolo comenzó a jugar alfútbol universitario en 2006 en el Hartwick College antes de transferirse a la Universidad de Siracusa en 2010 para completar su último año. Antes y durante la universidad, Vuolo también apareció para el club Reading United de la USL League Two entre 2005 y 2010.
Después de la universidad, Vuolo firmó con el club finlandés AC Oulu y apareció en 24 partidos y registró 11 victorias, lo que ayudó al club a terminar en la tercera posición de la liga. Vuolo regresó a los Estados Unidos de América cuando firmó con el club de la Major League Soccer New York Red Bulls, el 25 de enero de 2012.
Después de su liberación de Nueva York, Vuolo se alejó brevemente del juego para concentrarse en el ministerio a tiempo completo, pero en abril de 2013 anunció que había firmado con el club San Antonio Scorpions de la North American Soccer League. Al comienzo de la temporada 2014, fue sustituto no utilizado durante los dos primeros partidos, y luego perdió su lugar en el equipo. A partir de al menos junio de 2016, ya no estaba en la lista de jugadores activos de la NASL.

## Vida personal
El 11 de diciembre de 2015, Vuolo comenzó una relación con el personaje de la telerrealidad Jinger Duggar. El 26 de julio de 2016, después de casi un mes de cortejo, la pareja anunció su compromiso. Duggar y Vuolo se casaron el 5 de noviembre de 2016. El 3 de enero de 2018, Vuolo y su esposa anunciaron que estaban esperando su primer hijo. El 9 de abril, la pareja reveló que estaban esperando una niña. Su hija, Felicity Nicole Vuolo, nació el 19 de julio de 2018.
En 2017, Vuolo y su esposa comenzaron a ayudar a crear conciencia en SWAN4kids, una organización fundada por la madre de Vuolo que proporciona lecciones de música para niños cuyos padres están en la cárcel. La visión de esta organización es brindarles a estos niños esperanza y mejorar sus vidas.
En marzo de 2019, Jeremy y Jinger anunciaron que se mudarán a Los Ángeles, California, para que Jeremy realice estudios de posgrado en el Seminario del Máster. 